# Maximillian Milne
Maximillian "Max" Milne (* 10. Dezember 2000 in Aberdeen) ist ein schottischer Sportkletterer.

## Wettkampfkarriere
Im September 2019 gewann er bei den Jugendeuropameisterschaften in Brixen die Bronzemedaille im Bouldern. Erstmals trat er am 23. Mai 2021 im Boulder-Weltcup an und wurde 42. Bereits eine Woche später konnte er bei seinem zweiten Weltcup in Salt Lake City in den Final einziehen und wurde Sechster. Im Juni 2022 stand er im Brixen erstmals auf dem Podest, als er Zweiter im Bouldern wurde.
Im August 2024 wurde Maximillian Milne in Villars Vizeeuropameister im Bouldern.

## Felsklettern
Milne klettert auch am Fels in hohen Schwierigkeitsgraden. Zu seinen größten Erfolgen gehören Flash-Begehungen der Boulder The Ace (8B/V13) und Bewilderness (8B+/V14) im Peak District.